# Riu Sud Nahanni

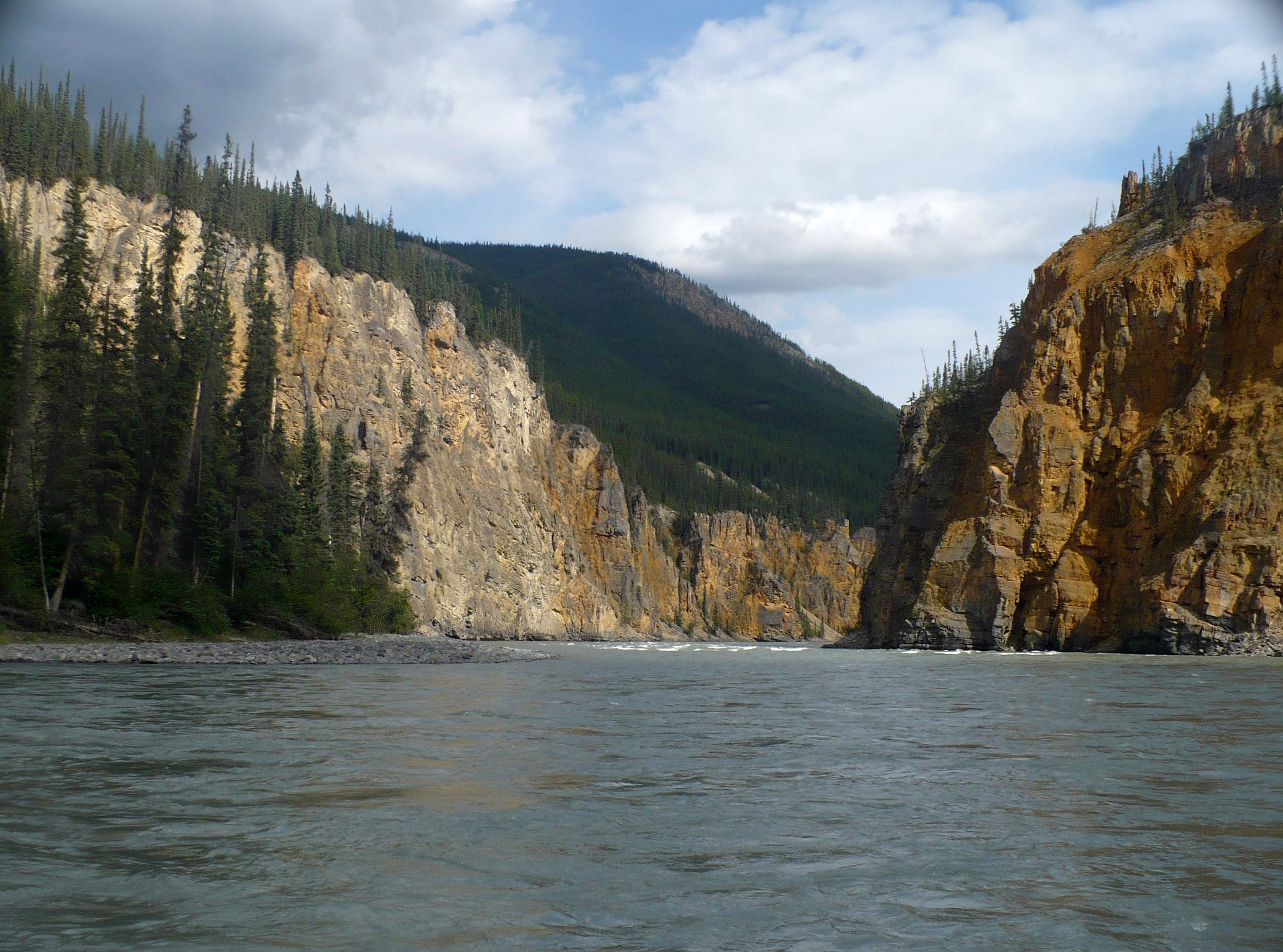
Vista del riu

El riu Sud Nahanni (South Nahanni en anglès) és un riu del Canadà, un important afluent del riu Liard, localitzat aproximadament a uns 500 quilòmetres a l'oest de Yellowknife, al Territori del Nord-oest. Flueix de les muntanyes Mackenzie, a l'oest, a través de les muntanyes Selwyn, creixent a mesura que es dirigeix cap a l'est, saltant sobre les majestuoses cascades de Virginia i desembocant finalment en el riu Liard. El Nahanni té una història geològica única, ja que es va formar quan la zona era una plana plana i ampla, donant lloc a un curs sinuós típic dels rius de plana Quan es van elevar les muntanyes, el riu va tallar 4 profunds canons a la roca, mantenint el excèntric curs.
Els natius dene i els seus avantpassats han viscut i caçat a la regió del Nahanni durant milers d'anys. A principis del segle xix, els primers europeus arribaren a la zona a la recerca de pells i or: no obstant, fins a la dècada del 1950, amb l'edició de Dangerous River de R.M. Patterson, no van sorgir les llegendes sobre la regió i, finalment, el riu adquirí rellevància. Des d'aleshores, el Nahanni s'ha convertit en un dels principals rius verges del Canadà, freqüentat com a riu d'aigües braves i destí d'aventurers de tot el món.
El riu és la peça central del Parc Reserva Nacional Nahanni, establert el 1976. El tram del riu que discorre pel parc, d'aproximadament 300 km, fou declarat el gener del 1987 integrant del Sistema de rius del patrimoni canadenc. El riu és accessible tan sols amb aeroplà o embarcació.

## Curs
Les fonts del riu Sud Nahanni s'originen en els vessants occidentals del Mont Christie, a les muntanyes Mackenzie, a una alçada de 1600 m. Flueix cap al sud per la frontera entre el Yukon i el Territori del Nord-oest durant un curt tram de 10 km, després gira cap al sud-est endinsant-se al Territori del Nord-oest als Moose Ponds. Flueix a través de les muntanyes Selwyn, on rep les aigües del riu Little Nahanni, al sud de la serralada Sapper. A l'est de la serralada Bologna, el riu torna cap a l'oest, i de nou al sud-est. Rep les aigües del riu Broken Skull l'est de la serralada Vampire Peaks (Vampire Peaks Range), i a continuació, les aigües del riu Rabittkettle i l'Hole in the Wall Creek [Forat a la riera en el Mur] quan entra al Parc Reserva Nacional Nahanni. El riu travessa la reserva del parc en tota la seva longitud, i la confluència amb el riu Flat es troba en aquest tram. En el límit oriental del parc nacional, transcorre entre la serralada Liard i les muntanyes Twisted, on rep al riu Jackfish. Després continua en un serpentejava curs i desemboca al riu Liard a Nahanni Butte (una petita comunitat de 115 habitants en 2006), a uns 90 km al nord de Fort Liard (un altre petit assentament que tenia 583 habitants en 2006), a una altitud de 180 m. El riu ha estat mesurat recentment i té 563 quilòmetres.

## Geografia i geologia
La història de la zona va començar fa 550 milions d'anys sota un mar tropical. Aquí es va formar una capa sedimentària de marès i de calcària a causa de la poderosa pressió exercida pel mar. Amb el temps aquest mar es va assecar, formant una àmplia plana sobre la qual el riu Nahanni va seguir el seu curs per primera vegada.
El Nahanni és únic entre els rius de muntanyes. Es va formar molt abans que la muntanya existís, establint un serpentejant curs típic dels rius de plana. Quan les muntanyes es van elevar al seu voltant, el Nahanni va mantenir el seu curs, tallant costeruts canyons a la terra.
El riu corre a través de diverses serralades de muntanyes, totes part de la serralada Mackenzie. En la seva capçalera, discorre a través de les molt abruptes muntanyes Selwyn, formades per la col·lisió de les plaques Nord-americana i Pacífica fa uns 200 milions d'anys aproximadament. A mesura que el riu va en direcció est, transita en un terreny més suau de muntanyes sedimentàries formades a la mateixa època per batolitos que van empènyer les capes sedimentàries cap amunt, i que van formar grans intrusions de granit. Finalment, el Nahanni es buida a les planes del riu Liard, no sent afectat per les poderoses forces properes.
Durant l'última glaciació Wisconsin dos indlandsis van avançar al llarg del Nahanni. L'indlandsis Cordilleran va avançar des de l'oest, i l'indlandsis Laurentino des de l'est. La part mitjana del riu va aconseguir escapar de la glaciació enterament, i així té alguns dels paisatges inalterats més antics del Canadà.
Malgrat que s'escapà dels poderosos efectes de les glaceres, la secció mitjana del riu no estigué totalment al marge d'aquestes. L'indlandsis Laurentino va bloquejar la boca del riu, de manera que la vall del riu es va omplir, dues vegades formant el gran llac glacial Nahanni, i un cop formant el petit llac glacial Tetcella. Això va tenir un efecte profund en l'accident més famós del riu, les cascades de Virginia.
El curs actual del riu Nahanni al voltant de les cataractes de Virginia quedà bloquejada inicialment per un contrafort de les properes muntanyes Sunblood. En algun moment durant l'etapa Illinoiana (352.000-132.000 anys enrere), una glacera va trencar l'esperó, i el riu va seguir el seu curs actual, tallant la terra i formant la Quart Canyó (Fourth Canyon). Durant l'última glaciació, la vall quedà submergida pel llac glacial Nahanni, i els pesats sediments de les aigües glacials van omplir el curs una vegada més, desplaçant les cascades a la seva actual ubicació.
Més avall, el Primer, Segon i Tercer Canyons també es van veure afectats pel poder directe de la glaciació. Els canyons del riu Nahanni són una cosa única a conseqüència d'això. En general, quan un riu erosiona la terra forma una vall en forma de V. L'efecte de les glaceres a les valls en forma de V és inconfusible, deixant una vall escarpat en forma d'U. Com que el curs del Nahanni havia estat establert amb anterioritat al fet que sorgissin les muntanyes, va formar unes parets escarpades en els canyons que cauen centenars de metres fins a la riba del riu. Relativament al marge de la glaciació, aquests canyons continuen en el seu antic estat.

## Història
El 29 de juny de 1964, després que 41 persones haguessin mort en l'intent de conquerir el riu Nahanni, anomenat per això «el devorador d'homes» ("the man eater"), l'explorador i paracaigudista Jean Poirel volant des de Mont-real va saltar sobre les seves fonts, localitzades a uns 500 quilòmetres al nord de Yellowknife, en un intent d'explorar la vall per primer cop. Fou seguit pel seu company i amic Bertrand Bordet qui digué: «Realment estàs boig! Però si tu hi vas, jo hi aniré» ("You really are crazy! But If you go, I'll go!"). Es van trobar en un territori desconegut, sense poder comptar amb cap tipus d'ajuda o rescat del món civilitzat. En mode de supervivència, van haver d'enfrontar als esponjosos pantans, el fred clima, la fam, llops, grizzlys i mosquits.
Riu avall, van arribar al campament base establert per Claude Bernardin i Rochat Roger, que havien arribat des de Yellowknife en hidroavió. Els quatre homes van continuar l'exploració, lluitant contra la força salvatge dels rius i els seus ràpids congelats. Jean Poirel va tenir la idea de baixar el riu amb bots inflables, obrint el camí a un nou esport, el "ràfting". Aquests bots són de forma rodona i gairebé impossibles de dirigir, i van trencar nombroses paletes, ja que giraven a través dels ràpids a mercè del riu. Contra tot pronòstic i després de mesos de lluita contra el desconegut, el «boig francès» ("crazy French men") va vèncer per primera vegada el riu Nahanni i els seus perillosos ràpids.
Durant les següents quatre expedicions consecutives a la vall, Jean Poirel i el seu equip van descobrir més de 250 cavernes. La més important contenia 116 esquelets de muflons de Dall de 2500 anys, donant a aquest descobriment un valor inestimable. Jean Poirel la va batejar com caverna Valerie, per la seva filla. Va prendre notes topogràfiques i van traçar mapes detallats, aplanant el camí per a la creació del Parc Nahanni.
El 1972, durant la seva última expedició, Jean Poirel va guiar al llavors primer ministre Pierre Trudeau, que va ser en persona per avaluar aquesta regió misteriosa i fascinant. Després de la seva visita Trudeau va declarar el Nahanni com a Parc Nacional del Canadà.
En 1978, el parc es va convertir en el primer Parc Patrimoni de la Humanitat de la UNESCO.
El riu Sud Nahanni va ser inscrit en el Sistema de rius del patrimoni canadenc el gener de 1987, pel seu patrimoni natural i humà.

## Economia
A la regió del riu Sud Nahanni es troben els següents aeroports: Virginia Falls Water Aerodrome, Nahanni Butte Water Aerodrome y Nahanni Butte Airport.

## Tributaris
Des del seu naixement a la seva desembocadura, el riu Sud Nahanni rep les aigües dels següents afluents:
| Afluent         | Localització                                           | Notes            |
| --------------- | ------------------------------------------------------ | ---------------- |
| The Moose Ponds | 62° 54′ 52″ N, 129° 40′ 14″ O / 62.91441°N,129.67060°O | afluent dret     |
| Little Nahanni  | 62° 28′ 38″ N, 128° 37′ 39″ O / 62.47736°N,128.62759°O | afluent dret     |
| Rierol Bologna  | 62° 20′ 45″ N, 128° 13′ 00″ O / 62.34588°N,128.21657°O | afluent dret     |
| Island Lake     | 62° 20′ 26″ N, 128° 09′ 22″ O / 62.34055°N,128.15620°O | afluent esquerre |
| Broken Skull    | 62° 15′ 50″ N, 127° 38′ 41″ O / 62.26385°N,127.64486°O | afluent esquerre |
| Brintnell       | 62° 03′ 06″ N, 127° 21′ 31″ O / 62.05163°N,127.35865°O | afluent dret     |
| Rabbitkettle    | 61° 57′ 09″ N, 127° 09′ 40″ O / 61.95242°N,127.16125°O | afluent dret     |
| Hell Roaring    | 61° 52′ 26″ N, 126° 37′ 47″ O / 61.87397°N,126.62962°O | afluent esquerre |
| Flood           | 61° 51′ 47″ N, 126° 23′ 21″ O / 61.86318°N,126.38923°O | afluent esquerre |
| Marengo         | 61° 35′ 33″ N, 125° 38′ 11″ O / 61.59243°N,125.63626°O | afluent dret     |
| Flat            | 61° 32′ 00″ N, 125° 20′ 50″ O / 61.53333°N,125.34729°O | afluent dret     |
| Windy           | 61° 14′ 54″ N, 123° 59′ 34″ O / 61.24840°N,123.99271°O | afluent dret     |
| Fishtrap        | 61° 14′ 18″ N, 123° 41′ 39″ O / 61.23836°N,123.69412°O | afluent esquerre |
| Jackfish        | 61° 08′ 52″ N, 123° 39′ 53″ O / 61.14784°N,123.66486°O | afluent dret     |
| Overflow        | 61° 08′ 44″ N, 123° 39′ 22″ O / 61.14558°N,123.65602°O | afluent esquerre |
| Mattson         | 61° 04′ 35″ N, 123° 35′ 25″ O / 61.07633°N,123.59025°O | afluent dret     |
| Beaver Water    | 61° 00′ 24″ N, 123° 30′ 38″ O / 61.00658°N,123.51062°O | afluent dret     |
| Bluefish        | 61° 02′ 15″ N, 123° 25′ 54″ O / 61.03754°N,123.43159°O | afluent esquerre |